# Zell (Oberpfalz)
Zell ([t͡sɛl] ) ist eine Gemeinde im Oberpfälzer Landkreis Cham im Falkensteiner Vorwald. Die Gemeinde ist Mitglied der Verwaltungsgemeinschaft Wald.

## Geografie

### Geografische Lage
Zell liegt im Naturpark Oberer Bayerischer Wald und ist ein zentraler Ort zwischen Regensburg, Schwandorf, Cham und Straubing. Die nächstgelegenen Städte sind Wörth an der Donau (23 Kilometer südwestlich) und Roding (13 Kilometer nordöstlich). Durch den Gemeindebereich fließt der Perlbach. In der Nähe befindet sich die Burgruine Lobenstein.

### Gemeindegliederung
Es gibt 51 Gemeindeteile (in Klammern ist der Siedlungstyp angegeben):
- Alletswind (Dorf)
- Angstall (Einöde)
- Beucherling (Kirchdorf)
- Dammberg (Einöde)
- Dechantanger (Einöde)
- Dechei (Einöde)
- Fuchshölzl (Weiler)
- Geresdorf (Dorf)
- Grubhöfl (Einöde)
- Guggenberg (Einöde)
- Haag (Dorf)
- Hammühle (Weiler)
- Hatzelsberg (Einöde)
- Hatzelsdorf (Weiler)
- Hermannsdorf (Einöde)
- Hetzenbach (Kirchdorf)
- Hochholz (Weiler)
- Hohenrad (Einöde)
- Kager (Weiler)
- Keer (Einöde)
- Kiesried (Dorf)
- Köstl (Einöde)
- Kothhof (Einöde)
- Kragenried (Einöde)
- Krottenthal (Weiler)
- Krügling (Einöde)
- Lackberg (Einöde)
- Martinsneukirchen (Kirchdorf)
- Mattenzell (Dorf)
- Mitterfeldhof (Einöde)
- Oberpoign (Einöde)
- Oberraning (Weiler)
- Ranerberg (Weiler)
- Roidhof (Einöde)
- Sallach (Weiler)
- Schillertswiesen (Dorf)
- Seigenbach (Weiler)
- Starzenbach (Einöde)
- Steinhof (Einöde)
- Steinmühle (Einöde)
- Steinshofen (Weiler)
- Thal (Einöde)
- Thannhöfl (Einöde)
- Unterpoign (Einöde)
- Unterraning (Einöde)
- Waffenhof (Einöde)
- Wieshof (Einöde)
- Willetstetten (Weiler)
- Wirthswies (Einöde)
- Woppmannsberg (Weiler)
- Zell (Pfarrdorf)

Auf dem Gemeindegebiet existieren drei Gemarkungen: Beucherling, Schillertswiesen und Zell.

## Geschichte

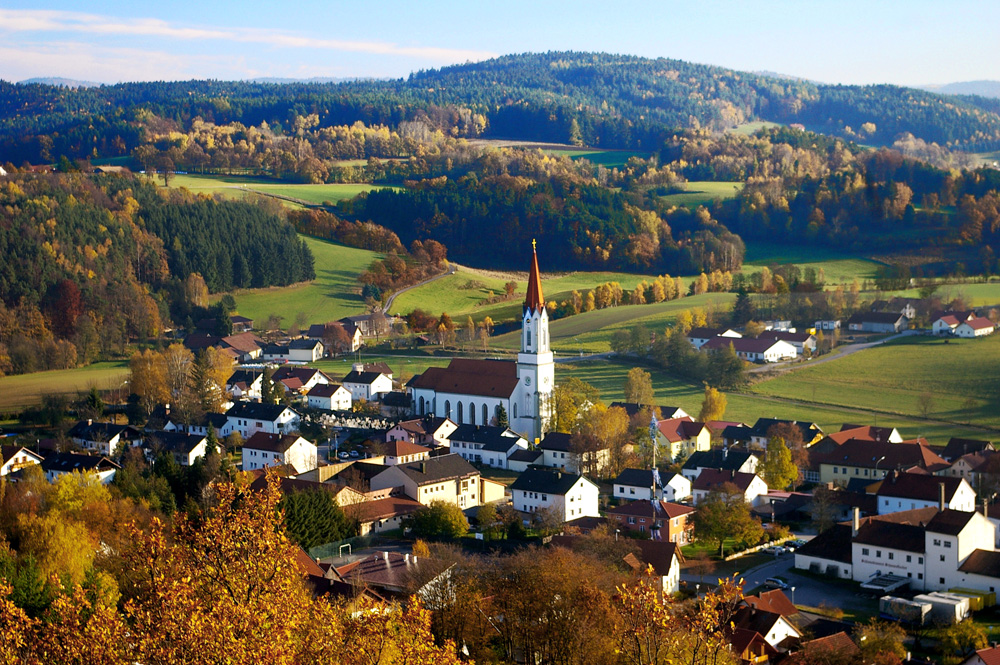
Zell von der Burgruine Lobenstein aus

Der Name Zell leitet sich von einer klösterlichen Gründung ab. Im Jahre 1326 wurde der Pfarrort erstmals erwähnt. Bei der Teilung des Herzogtums Bayern in eine bayerische und ein pfälzische Linie wurde auch der Ort in ein bayerisches Unterzell und ein pfälzisches Oberzell geteilt. Die Bewohner von Oberzell nahmen während der Reformation den protestantischen Glauben an. Nach der Annexion der kurpfälzischen Besitzungen durch das Herzogtum Bayern mussten die Oberzeller zur römisch-katholischen Glaubenslehre zurückkehren.
Der Gemeindeteil Hetzenbach hat ebenfalls eine lange Geschichte. Im Jahr 1249 wurde der Ort Huzinbach erstmals im Kataster des Klosters Walderbach erwähnt. Wegen seiner Lage an der Grenze zwischen der Grafschaft Falkenstein und der oberen Pfalz, einem der wichtigsten Handelswege nach Regensburg, ist wahrscheinlich an diesem Ort ein Wirtshaus errichtet worden.

### Eingemeindungen
Im Jahr 1945 oder 1946 wurde die Gemeinde Oberzell in die Gemeinde Unterzell eingegliedert. Außerdem kamen Teile der aufgelösten Gemeinde Buchendorf hinzu. Im Zuge der Gebietsreform in Bayern folgten am 1. Juli 1971 Beucherling und Schillertswiesen.

### Namensänderung
Seit dem 1. Juli 1983 heißt die Gemeinde offiziell nur noch Zell.

### Einwohnerentwicklung
Zwischen 1988 und 2018 wuchs die Gemeinde von 1570 auf 1808 um 238 Einwohner bzw. um 15,2 %.

## Religion
2011 waren 89,3 % der Bevölkerung Zells katholisch, 3,1 % evangelisch und 1,2 % gehörten anderen oder keiner Religionsgemeinschaft an.
Die Katholiken gehören zur Pfarreiengemeinschaft Wald Zell an, die dem Bistum Regensburg zugeordnet ist. Neben der Pfarrkirche Mariä Himmelfahrt in Zell gibt es noch die Filialkirchen St. Florian in Beucherling, St. Martin in Martinsneukirchen sowie Filial- und Wallfahrtskirche St. Leonhard in Hetzenbach.

## Politik und Verwaltung

### Gemeinderat
Der Zeller Gemeinderat besteht aus 12 ehrenamtlichen Gemeinderäten und dem ehrenamtlichen Ersten Bürgermeister. Das Gemeindeparlament wird für eine Legislaturperiode von sechs Jahren gewählt.
Die Kommunalwahlen 2014 und 2020 brachten folgende Ergebnisse:
| Partei/Gruppierung                    | Stimmenanteil 2020 | Sitze 2020 | Stimmenanteil 2014 | Sitze 2014 |
| CSU                                   | 27,9 %             | 3          | 26,0 %             | 3          |
| Christlich Freie Wählergemeinschaft   | 15,6 %             | 2          | 17,4 %             | 2          |
| Freie Wähler                          | 17,4 %             | 2          | 16,8 %             | 2          |
| Bürgerliste                           | 20,5 %             | 3          | 15,4 %             | 2          |
| Schillertswiesener Unionsliste        | 11,6 %             | 1          | 11,6 %             | 1          |
| Freie Wählergemeinschaft Gemeindewohl | 7,0 %              | 1          | 8,1 %              | 1          |
| Junge Liste                           | -                  | -          | 4,7 %              | 1          |

### Bürgermeister
Erster Bürgermeister ist seit 1. Mai 2014 Thomas Schwarzfischer (CSU); er wurde am 15. März 2020 mit 96,6 % der gültigen Stimmen für weitere sechs Jahre gewählt.
Zweiter Bürgermeister ist Gerhard Kerscher (Bürgerliste), Dritter Bürgermeister ist Eduard Fichtl (Schillertswiesener Unionsliste).

### Wappen
| | Blasonierung: „In Silber über grünem Dreiberg übereinander drei oben gezinnte Sparren.“ |
| Wappenbegründung: Die Gemeinde Zell liegt östlich von Regensburg in einem Kessel, den der Mantelberg, der Geißberg und der Zellmüller Berg umschließen. Als Hinweis auf diese charakteristische geografische Lage zeigt das Gemeindewappen einen Dreiberg. Im 14. Jahrhundert erbauten die Hofer von Lobenstein die Burg Lobenstein, die dann während des Dreißigjährigen Krieges zerstört wurde und deren Ruine noch heute an die Bedeutung dieser Familie für die Entwicklung des Gemeindegebietes erinnert. Deshalb übernahm man in das Gemeindewappen die drei oben gezinnten roten Sparren aus dem Familienwappen der Hofer von Lobenstein. Wappenführung seit 1983 |                                                                                         |

## Kultur und Sehenswürdigkeiten

### Baudenkmäler
In Zell befinden sich eine Vielzahl von Baudenkmälern, unter anderem:
- Pfarrkirche Maria Himmelfahrt Zell
- Barockkirche St. Martin Martinsneukirchen
- Kirche St. Florian Beucherling
- Wallfahrtskirche St. Leonhard Hetzenbach, 1762 bis 1764 auf einem Granitfelsen im Rokokostil erbaut.

### Bodendenkmäler

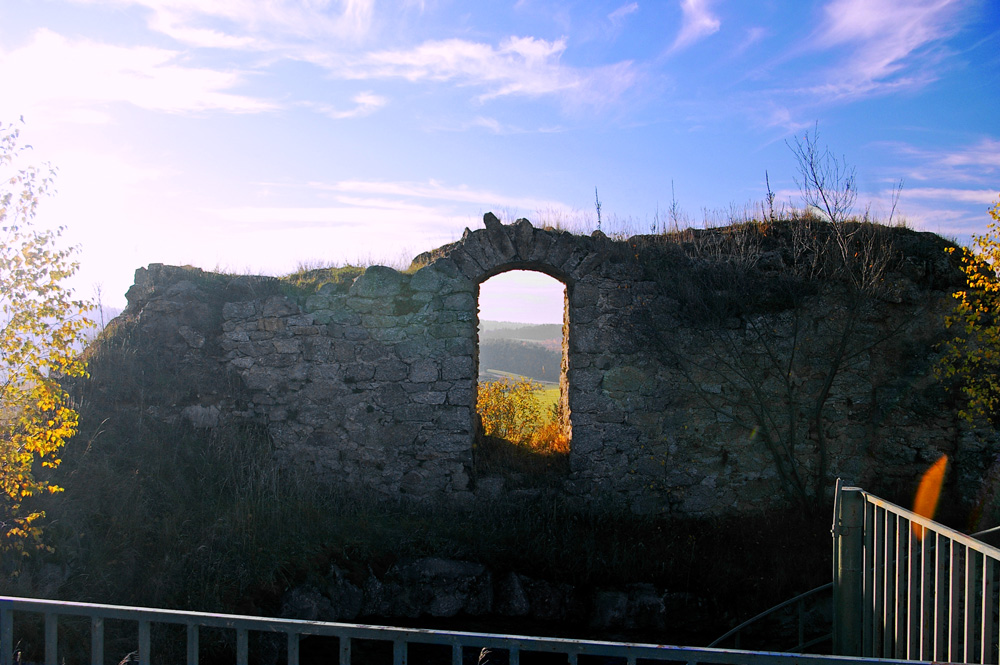
Der Wohnturm der Ruine Lobenstein trägt heute eine Aussichtsplattform

- Burgruine Lobenstein: Die Burg wurde um 1340 durch Eberhard den Hofer erbaut, dessen Adelsgeschlecht sich dann als Hofer von Lobenstein bezeichnete. 1629 wurde die Burg bayrisch besetzt, als die lutherischen Hofer nach der Rekatholisierung der Oberpfalz abziehen mussten. Sie wurde während des Dreißigjährigen Kriegs 1633 zerstört und ist seither Ruine. Die Burg bestand aus einem freistehenden Wohnturm, einem weiteren, heute abgegangenen Wohnbau und einer ebenfalls nicht erhaltenen Ringmauer.

### In der näheren Umgebung
Überregionale Wanderwege

Zell liegt am Goldsteig-Wanderweg. Dieser verläuft von Zell über den Felsenpark bei Falkenstein und geht weiter zum Tannerl und dann über das Höllbachtal, Stallwang und Konzell bis Sankt Englmar.
Sehenswürdigkeiten

Sehenswert ist auch der Helferstein (Naturdenkmal).
Geotope in der Nähe von Zell

### Sport und Vereine
In der Gemeinde gibt es ein reiches Vereinsleben. Die Freiwillige Feuerwehr Zell sowie die Feuerwehren der Ortsteile sorgen für den Brandschutz und die allgemeine Hilfe im Gemeindegebiet und darüber hinaus.

### Freizeit

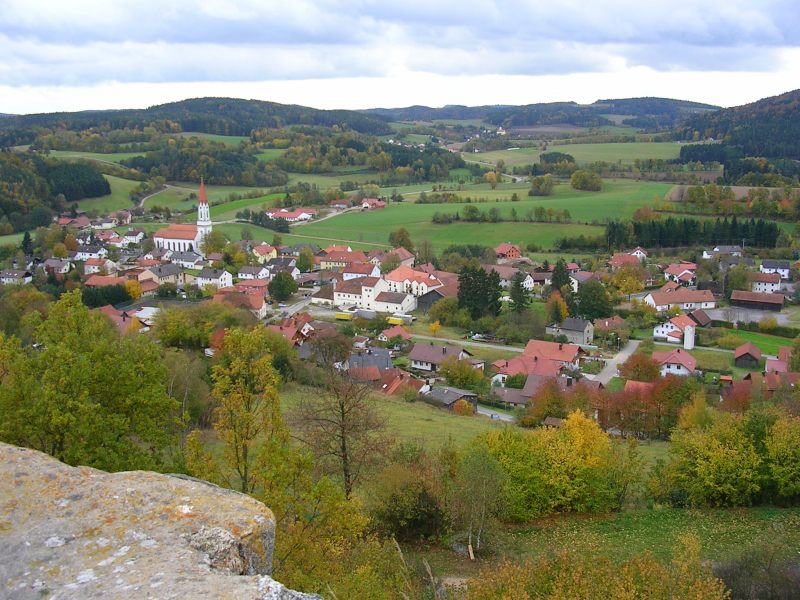
Zell i. d. Opf.

Im Gemeindegebiet bestehen ausgewiesene Wander- und Radwege, im Winter gespurte Langlaufloipen. Überdies werden Kutschfahrten angeboten. Es besteht die Möglichkeit zum Angeln, Baden, Beach-Volleyball sowie ein Angebot zum Sportschießen.
Radweg

Auf der 1984 stillgelegten Bahnlinie von Regensburg nach Falkenstein wurde ein Radweg von ca. 40 km Länge eingerichtet. Entlang der ehemaligen Bahnstrecke findet man „Radler-Cafes“. Es gibt Anschlüsse an überregionale Radwanderwege, die wichtigsten: Regentalwanderweg, Donauradweg, Festspielradweg.

## Wirtschaft und Infrastruktur
Zell hat sich durch vielerorts ausgewiesene Baugebiete zu einer Wohngemeinde entwickelt. Es besteht für Betriebsansiedlungen ein neuangelegtes Gewerbegebiet zur Verfügung. In Zell gibt es eine gut ausgebaute Infrastruktur und zahlreiche Handwerks-, Dienstleistungs- und Handelsunternehmen. 2017 gab es in der Gemeinde 137 sozialversicherungspflichtige Arbeitsplätze. Von der Wohnbevölkerung standen 826 Personen in einem versicherungspflichtigen Beschäftigungsverhältnis. Damit war die Zahl der Auspendler um 689 Personen größer als die der Einpendler. 2016 gab es 41 landwirtschaftliche Betriebe.
Wichtige Ziele der Gemeinde liegen derzeit bei Investitionen in regenerative, umweltfreundliche Energie, energiesparende Technik, der Weiterentwicklung der Infrastruktur sowie in der Breitbandversorgung.

### Regelmäßige Veranstaltungen
Jedes Jahr zu Pfingsten findet in Hetzenbach das traditionelle Pfingstfest statt. Der Ursprung des Festes in seiner heutigen Form liegt in den Wallfahrten zur Kirche St. Leonhardt. Ein Standmarkt um die Kirche mit zahlreichen Schaustellern ist in der gesamten Region weithin bekannt.

### Tourismus

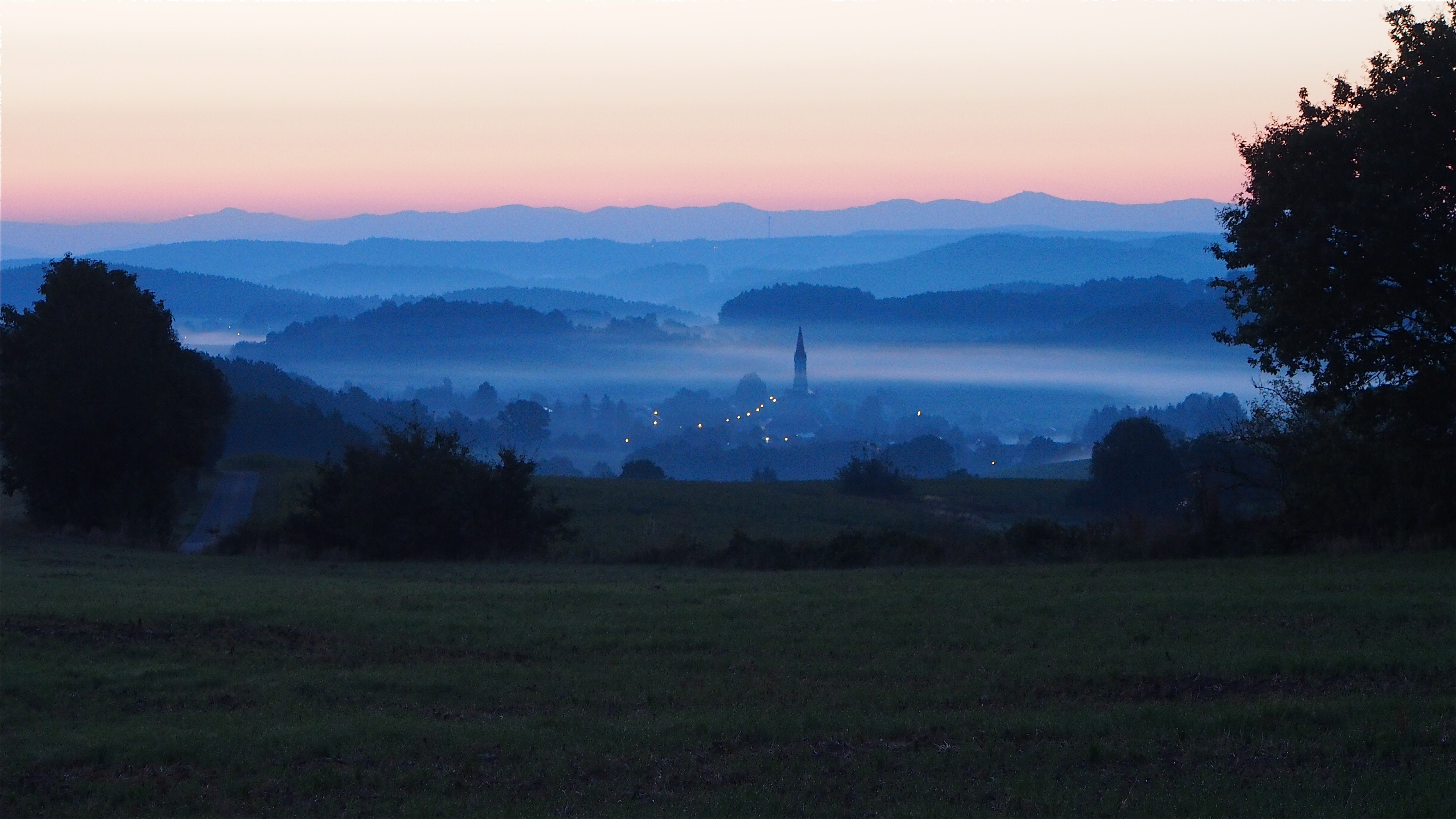
Zell am Morgen mit Arber im Hintergrund

Der Fremdenverkehr ist vor allem auf Urlaub auf dem Bauernhof ausgerichtet. Darüber hinaus gibt es ausreichend Gastronomie und Privatpensionen.
Arbeitsgemeinschaft Vorderer Bayerischer Wald
Am 8. Januar 2007 wurde die Arbeitsgemeinschaft Vorderer Bayerischer Wald, kurz «AG Vorwald» genannt, gegründet. Ziel der Arbeitsgemeinschaft ist es, die Region in touristischer, wirtschaftlicher und kultureller Hinsicht zu fördern und zu stärken.
Mitglieder dieser Gemeinschaft sind die Gemeinden Altenthann, Bernhardswald, Brennberg, Falkenstein, Michelsneukirchen, Rettenbach, Wald, Wiesenfelden, Zell (Oberpfalz) und die Stadt Wörth an der Donau, überdies alle Heimat-, Tourismus- und Fremdenverkehrsvereine dieser Gemeinden.

### Öffentliche Einrichtungen
In Zell gibt es folgende kommunale Einrichtungen:
- Kindergarten mit Kinderkrippe; sie hatte am 1. März 2018 insgesamt 57 Plätze und betreute 74 Kinder, davon 11 unter drei Jahren und
- Gemeindebücherei.

## Bildung und Wissenschaft
- Grundschule Zell mit vier Lehrern und 49 Schülern (Schuljahr 2018/19)[11]
- VHS-Kurse

Es besteht ein Schulverband mit der Gemeinde Wald.

## Medien
In der Gemeinde erscheinen das Bayerwaldecho und eine Lokalausgabe der Mittelbayerischen Zeitung.

## Persönlichkeiten
- Johann Nepomuk von Fuchs (1774–1856), Chemiker und Mineraloge, im Ortsteil Mattenzell